# Elgar Howarth
Elgar Howarth   (Cannock, 4 de novembre de 1935 - 13 de gener de 2025) va ser un director d'orquestra, compositor i trompetista anglès.

## Biografia
Howarth va estudiar en la dècada dels 50 a la Universitat de Manchester i al Royal Manchester College of Music, precessor del Royal Northern College of Music), on també hi van estudiar els compositors Harrison Birtwistle, Alexander Goehr, Peter Maxwell Davies, i el pianista John Ogdon. Tots junts, varen formar el New Music Manchester, grup dedicat a representar música serial i altres obres modernes.
Va dirigir les principals orquestres britàniques i d'arreu del món, i va estrenar diverses òperes. El 1962 dirigí l'estrena de l'òpera King Priam de Michael Tippett. El 1978 estrenà Le Grand Macabre de György Ligeti a la Grand Opera d'Estocolm. Va estrenar també quatre òperes de Harrison Birtwistle: The Mask of Orpheus (1986), Yan Tan Tethera (1986), Gawain a la Royal Opera House de Londres (1991), i The Second Mrs Kong a Glyndebourne (1994). Va ser el principal director convidat a l'Opera North de Leeds, del 1985 al 1988, i assessor musical del 2002 al 2004.
Com a compositor i extrompetista, escrigué principalment obra per a metalls. El trompetista suec Håkan Hardenberger va estrenar diverses de les seves obres per a corneta, incloent el Cornet concert, Canto, i Capriccio. Va fer diversos arranjaments per a metalls, com The Carnival of Venice o Quadres d'una exposició (1979), de Modest Mussorgsky. El compositior Roy Newsome remarcà que «la versió magistral del Quadres d'una exposició de Mussorgsky feta per Howarth fa petites totes les transcripcions prèvies».
Howarth va fer una contribució notable al repertori modern de la banda de música de metalls. Moltes de les seves obres són enregistrades, en particular per la Grimethorpe Colliery Band i la Eikanger-Bjørsvik band noruega. Fou un dels trompetistes que varen tocar amb The Beatles a Magical Mystery Tour.